# Colombo bűnözőklán
A Colombo bűnözőklán a legfiatalabb az "Öt család" közül, amely az Egyesült Államokban, különösen New York városában a szervezett bűnözési tevékenységet uralja az amerikai maffia néven ismert bűnszervezeten belül. Lucky Luciano szervezése során a Castellammarese háborút követően, valamint Giuseppe "Joe The Boss" Masseria és Salvatore Maranzano meggyilkolása után az amerikai maffia megszervezését követően a Joseph Profaci által vezetett bandát Profaci bűnözőklánként ismerték el.
A család gyökerei a Joseph Profaci által 1928-ban alapított szeszcsempész bandáig nyúlnak vissza. Profaci az 1950-es évek végéig megszakítás és kihívások nélkül irányította klánját. A klánt három belső háború is megviselte. Az első háború az 1950-es évek végén zajlott, amikor Joe Gallo helyi vezér fellázadt Profaci ellen, de az 1960-as évek elején veszített lendületéből, amikor letartóztatták, Profaci pedig rákban meghalt. A család csak az 1960-as évek elején, Joseph Colombo irányítása alatt egyesült újra. 1971-ben Gallo börtönből való szabadulása és a Colombo elleni merénylet után kezdődött a második háború. A Carmine Persico vezette Colombo támogatói győzedelmeskedtek meg a második háborút követően, miután 1975-ben a megmaradt Gallo legénység száműzte a Genovese bűnözőklánt. A klán ezután több mint tizenöt évig élvezhette a békét Persico és az ő megbízott főnökeinek sora alatt.
1991-ben tört ki a harmadik és egyben legvéresebb háború, amikor Victor Orena, a megbízott főnök megpróbálta átvenni a hatalmat a bebörtönzött Carmine Persicótól. A klán Orenához és Persicóhoz hű csoportokra szakadt, és két évig tartó vérengzés következett. Ez 1993-ban ért véget, tizenkét tag meghalt, Orena börtönbe került, és Persico lett a győztes aki a háború által megtizedelt klánnal maradt. Persico 2019-ben történt börtönben bekövetkezett haláláig vezette tovább a klánt, de az soha nem heverte ki a háborút. 2000-es években a klánt tovább nyomorította, hogy többször elítélték szövetségi zsarolási ügyekben, és számos tagja kormánytanú vagy informátor lett. A bűnüldözés számos szintjén úgy vélik, hogy a Colombo bűnözőklán a leggyengébb a New York-i Öt Család közül.

## Története

### Eredete
Joseph Profaci 1921 szeptemberében érkezett New Yorkba a szicíliai Villabate városából. 1925-ben, miután Chicagóban nehezen boldogult vállalkozásával, Profaci visszaköltözött Brooklynba, és ismert olívaolaj-importőrré vált. Szeptember 27-én Profaci megkapta az amerikai állampolgárságot. Mivel olívaolaj-importáló üzlete jól ment, Profaci üzleteket kötött régi szicíliai barátaival, és az egyik legnagyobb vevője a tampai maffiózó, Ignazio Italiano volt. Profaci egy kisebb bűnbandát irányított, amely főként Brooklynban működött. A domináns Cosa Nostra-csoportokat Brooklynban Frankie Yale, Giuseppe Masseria, Nicolo Schirò és a capo di tutti capi Salvatore "Toto" D'Aquila vezette.
1928. július 1-jén Yale-t a chicagói banda főnöke, Al Capone bérgyilkosai meggyilkolták. Capone azért ölette meg Yale-t, mert Yale nem volt hajlandó átadni a nápolyi származású helyi Capone-nak az Unione Siciliana testvérszövetség feletti irányítást. Yale meggyilkolása lehetővé tette Profaci és sógora, Joseph Magliocco számára, hogy területet szerezzenek kis bandájuknak, többek között Bensonhurst, Bay Ridge, Red Hook és Carroll Gardens területén, míg Yale csoportjának többi tagja a Masseria klánhoz került.
1928. október 10-én D'Aquilát meggyilkolták, melynek következtében harc alakult ki D'Aquila területéért.  1928. december 5-én a brooklyni bandaháború megelőzése érdekében maffiatalálkozót hívtak össze az ohiói Clevelandben található Statler Hotelben. Azért választották ezt a helyszínt, mert semleges terület volt New Yorkon kívül, a Porrello bűnözőklán ellenőrzése és védelme alatt. A fő téma a D'Aquila területének felosztása volt. A Brooklynt képviselő résztvevők között volt Profaci, Magliocco, Vincent Mangano (aki a D'Aqulia családfőnök Manfredi Mineónak jelentett), Joseph Bonanno (aki Salvatore Maranzanót és a Castellammarese klánt képviselte), Joseph Guinta és Pasquale Lolordo chicagói maffiózók, valamint Ignazio Italiano tampai maffiózó. A találkozó végén Profaci megkapta D'Aqulia brooklyni területének egy részét, és Magliocco lett a helyettese.

### A Castellammarese háború
Hónapokkal a D'Aquila-gyilkosság után Joe Masseria kampányba kezdett, hogy capo di tutti capi ("a főnökök főnöke") legyen az Egyesült Államokban, és tiszteletdíjat követelt a New Yorkban maradt három maffiacsoporttól, amelyek közé tartozott a Reina család, a Castellammarese klán és a Profaci klán. A Castellammarese klán főnöke, Salvatore Maranzano is kampányba kezdett, hogy "a főnökök főnöke" legyen, ez indította el a Castellammarese háborút. Masseria szövetségesével, Alfred Manfredivel, a D'Aquila család új főnökével együtt elrendelte Gaetano Reina meggyilkolását. Masseria úgy vélte, hogy Reina támogatni fogja Maranzanót, hogy ő legyen a "főnökök új főnöke". 1930. február 26-án Gaetano Reinát meggyilkolták, és Masseria Joseph Pinzolót nevezte ki a Reina család új főnökévé. A háború alatt Profaci semleges maradt, ugyanakkor titokban Maranzanót támogatta.
A Castellammarese háború akkor ért véget, amikor Charles "Lucky" Luciano, Masseria hadnagya elárulta őt Maranzanónak. Luciano 1931. április 15-én szervezte meg Masseria meggyilkolását, ezután Maranzano lett az új capo di tutti capi az Egyesült Államokban. Néhány hónapon belül Maranzano és Luciano egymás meggyilkolását tervezgették. 1931. szeptember 10-én Luciano megölette Maranzanót, és létrehozta a Maffia Bizottságot. Ettől kezdve öt független Cosa Nostra-klán (amiket családoknak neveztek) működött volna New Yorkban, és további huszonegy klán az Egyesült Államokban, amelyeket a Luciano által létrehozott New York-i Bizottság szabályozott volna. Profacit és Maglioccót jóváhagyták főnökként, illetve alfőnökként az immár Profaci bűnözőklán néven ismert családban.

### Az első klánháború (1960-1963)

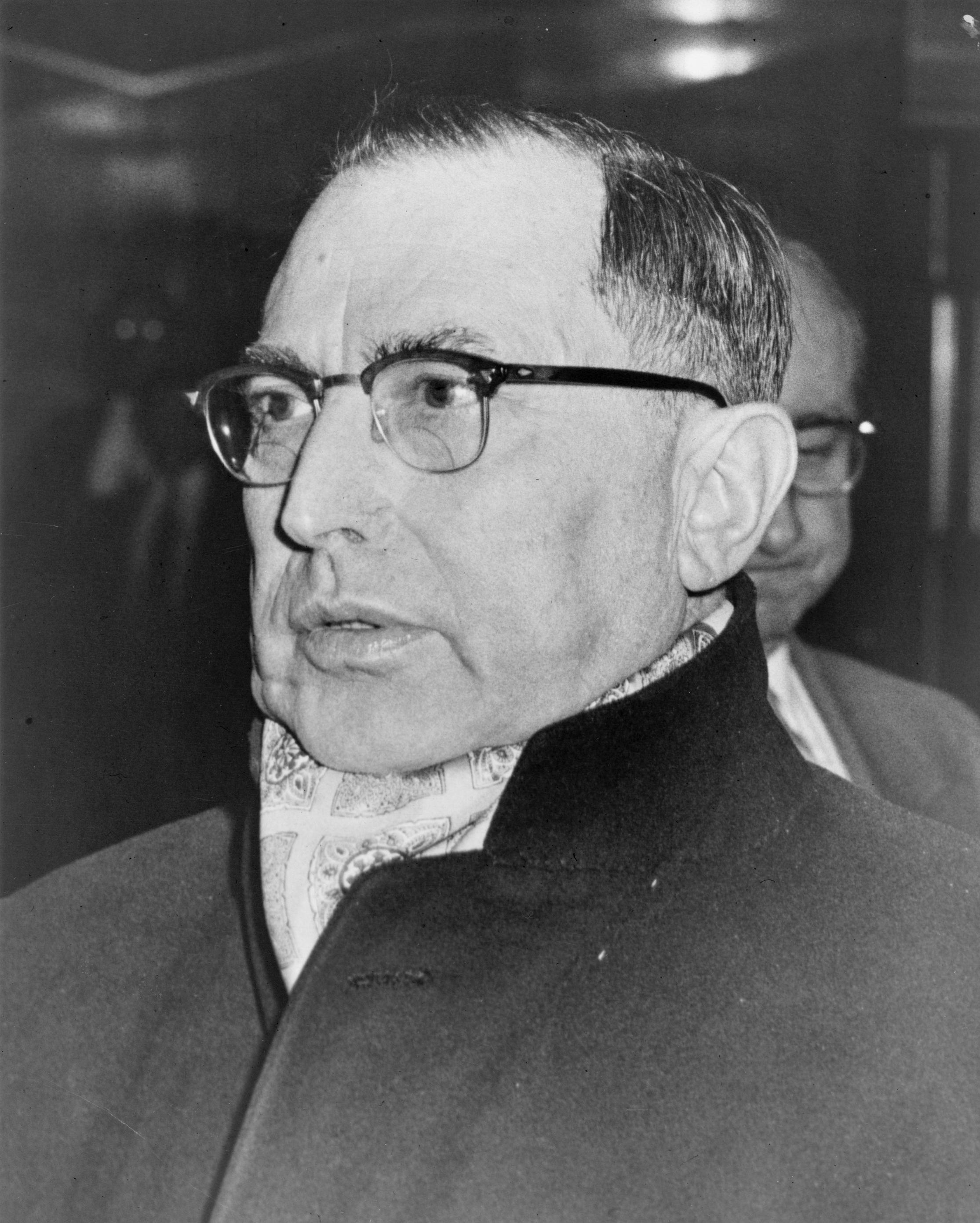
Joseph Profaci 1959-ben.

Joseph Profaci gazdag maffiafőnökké vált, és "Amerika olívaolaj- és paradicsompüré-királyaként" volt ismert. Egyik legnépszerűtlenebb követelése az volt, hogy havi huszonöt dolláros tiszteletdíjat követeljen a család minden katonájától. Az 1950-es évek végén Frank "Frankie Shots" Abbatemarco helyi vezér problémássá vált Joe Profaci számára ugyanis Abbatemarco egy jövedelmező politikai üzletet irányított, amely évente közel 2,5 millió dollárt hozott neki, átlagosan napi 7000 dollárral a brooklyni Red Hookban. 1959 elején azonban a Gallo testvérek és a Garfield Boys támogatásával megtagadta a tiszteletdíj fizetését Profacinak.
1959 végére Abbatemarco adóssága 50000 dollárra nőtt, és Profaci feltehetően megbízta Joe Gallót Abbatemarco meggyilkolásával. A történet más változatai azonban azt mutatják, hogy Gallo nem játszott szerepet ebben a gyilkosságban. Abbatemarco meggyilkolásáért cserébe Profaci állítólag beleegyezett, hogy Gallóéknak adja át az irányítást Abbatemarco politikai üzlete felett. 1959. november 4-én Frank Abbatemarco kisétált unokatestvére bárjából a brooklyni Park Slope-ban, és Joseph Gioielli és egy másik bérgyilkos lelőtte. 1959. november 4-én Profaci utasította Gallóékat, hogy adják át Abbatemarco fiát, Anthony-t.  A Gallóék ezt megtagadták, Profaci pedig nem volt hajlandó átadni nekik a politikai játékot. Ez volt az első családi háború kezdete. A Gallo testvérek és a Garfield fiúk (Carmine Persico vezetésével) összefogtak Profaci és hűséges hívei ellen.
1961. február 27-én Gallóék elrabolták Profaci négy vezető emberét: Magliocco alvezért, Frank Profacit (Joe Profaci testvérét), Salvatore Musacchia helyi vezért és John Scimone katonát. 1961. február 27-én Profaci maga is elmenekült az elfogás elől, és Floridába repült menedéket keresni. A túszok fogva tartása közben Larry és Albert Gallo elküldte Joe Gallót Kaliforniába. Profaci tanácsadója, Charles " The Sidge" LoCicero tárgyalt Gallóékkal, és az összes túszt békésen szabadon engedték. Profacinak azonban nem állt szándékában betartani ezt a békeszerződést. 1961. augusztus 20-án elrendelte a Gallo tagok, Joseph "Joe Jelly" Gioielli és Larry Gallo meggyilkolását. A legenda szerint fegyveresek gyilkolták meg Gioilli-t, miután meghívták őt egy mélytengeri halászatra. Gallo túlélte Carmine Persico és Salvatore "Sally" D'Ambrosio fojtogatási kísérletét az East Flatbush-i Sahara klubban, miután egy rendőr közbelépett. Galloék ezután úgy kezdték hívni Persicót, hogy "A Kígyó", aki elárulta őket, és a háború tovább folytatódott, ami kilenc gyilkosságot és három eltűnést eredményezett.
1961 novemberének végén Joe Gallo-t gyilkosságért héttől tizennégy évig terjedő börtönbüntetésre ítélték. 1962-ben Joe Profaci rákban meghalt, és Joe Magliocco, a régi alvezére lett az új főnök. A háború tovább folytatódott a két csoport között. 1963-ban Carmine Persico túlélt egy autóbombát, és végrehajtóját, Hugh McIntosh-t ágyékon lőtték, amikor megpróbálta megölni Larry Gallo-t. 1963. május 19-én Gallo egyik bérgyilkosa többször is rálőtt Carmine Persico-ra, de Persico túlélte.
1963-ban Joseph Bonanno, a Bonanno bűnözőklán vezetője azt tervezte, hogy meggyilkol több riválisát a Maffia Bizottságban - Tommy Lucchese, Carlo Gambino és Stefano Magaddino főnököket, valamint Frank DeSimone-t. Bonanno úgy döntött Magliocco támogatását kéri, és Magliocco készségesen beleegyezett. Nemcsak azért volt elkeseredve, mert nem kapott helyet a Bizottságban, hanem Bonanno és Profaci több mint 30 éven át szoros szövetségben voltak Profaci halála előtt. Bonanno vakmerő szándéka az volt, hogy megszerezze a Bizottság irányítását, és Maglioccót a jobbkezévé tegye. Magliocco azt a feladatot kapta, hogy megölje Lucchese-t és Gambinót, és a megbízást az egyik legjobb bérgyilkosának, Joseph Colombónak adta. A haszonleső Colombo azonban feltárta az összeesküvést a kiszemeltek előtt. A többi főnök csakhamar felismerte, hogy Magliocco mindezt nyilván nem maga találhatta ki. Emlékezve arra, hogy Bonanno milyen közel állt Maglioccóhoz (és előtte Profacihoz), valamint arra is, hogy házasságaik révén szoros kapcsolat fűzte őket egymáshoz, a többi főnök úgy vélte, Bonanno volt az ötletgazda. A Bizottság beidézte Bonannót és Maglioccót, hogy adjanak magyarázatot a történtekre. Bonanno azonban az életét féltve Montrealban rejtőzködött, és Maglioccóra bízta a Bizottsággal való tárgyalást. Magliocco erősen megrendülve és romló egészségi állapotában bevallotta az akcióban való szerepét. A Bizottság megkegyelmezett Maglioccónak, de arra kötelezte, hogy vonuljon vissza a Profaci klán főnöki posztjáról, és fizessen 50000 dolláros büntetést. Colombo jutalmul, amiért a főnökét elárulta, megkapta a Profaci klánt.

### Colombo és az Olasz-Amerikai Polgárjogi Liga
A Bizottság azzal jutalmazta Colombót hűségéért, hogy a Profaci klánt neki ítélte, amelyet átnevezett Colombo bűnözőklánra. A negyvenegy éves Colombo akkoriban a legfiatalabb főnök volt New Yorkban, és az első olyan New York-i maffiafőnök, aki az Egyesült Államokban született és nőtt fel.
Mivel Colombo ilyen fiatalon került a család csúcsára, tudta, hogy valószínűen hosszú uralkodás állhat előtte, és ha sikerül túlélnie New York-i főnöktársait, akkor nemcsak New York, hanem az egész ország legerősebb főnökévé válhat. Ezért nekilátott a klán sorainak átrendezéséhez, és a régi gengsztereket nagyobb hatalmi pozícióba helyezte, mint a fiatalabb, ambiciózusabbakat, akik potenciális veszélyt jelenthettek volna az uralmára. Colombo az idősebb maffiózókat, Salvatore "Charlie Lemons" Mineót és Benedetto D'Alessandrót előléptette alfőnökké, illetve tanácsadóvá. Ezzel Colombo arra is törekedett, hogy stabilizálja a klánt, miután ilyen viharos időszakot élt át. Amikor D'Alessandro később, 1969-ben visszavonult, Colombo Joseph "Joey Yack" Yacovelli-t léptette elő tanácsadónak.
Nicholas Bianco, a Gallo csapat egykori tagja és Raymond Patriarca, New England családfőnöke mellett Colombo is képes volt végleg lezárni a Gallókkal folytatott háborút. Hűségének jutalmaként Bianco bekerült a Colombo klánba. Főnökként Colombo békét és stabilitást hozott a széthullott bűnözőklánba. Néhány Cosa Nostra-főnök azonban úgy tekintett Colombóra, mint Carlo Gambino "bábfőnökére", és úgy érezték, hogy soha nem érdemelte meg a címet. Colombo vezetését soha nem támadták meg Carlo Gambino támogatásának köszönhetően. 1968-ban a Gallo csapat vezetője, Larry Gallo rákban meghalt.
1970 áprilisában Colombo megalapította az Olasz-Amerikai Polgárjogi Ligát, amely az olasz-amerikaiakkal szembeni diszkrimináció elleni küzdelemmel foglalkozott. Sok maffiózó helytelenítette a Ligát, mert az nem kívánt nyilvános figyelmet hozott a Cosa Nostrára. Colombo figyelmen kívül hagyta aggodalmaikat, és továbbra is támogatást szerzett a ligájának. 1970. június 29-én Colombo megtartotta a liga első demonstrációját. 1971-ben, hónapokkal a második demonstráció előtt a többi New York-i főnök utasította az embereit, hogy maradjanak távol a megmozdulástól, és ne támogassák Colombo kampányát. Annak jeleként, hogy a New York-i főnökök Colombo ellen fordultak, a liga főszervezője, a Gambino klán helyi vezére, Joseph DeCicco, állítólag egészségi állapota miatt lemondott. 1971-ben Joe Gallót is kiengedték a börtönből. Szabadulása idején Gallo azt mondta, hogy az 1963-as békeszerződés nem vonatkozik rá, mert börtönben volt, amikor azt megtárgyalták. Állítólag békítő gesztusként Colombo meghívta Gallót egy béketárgyalásra, ezer dolláros felajánlással. Gallo visszautasította a meghívást, és 100000 dollárt akart a viszály rendezéséért cserébe, amit Colombo visszautasított, ezzel kirobbantva a második Colombo-háborút. Ekkor Colombo újabb parancsot adott Gallo megölésére.

### A második klánháború (1971-1975)
1971. június 28-án Colombo megtartotta a második liga gyűlését a manhattani Columbus Circle-ben. Amikor Colombo beszédre készült, Jerome A. Johnson odalépett Colombóhoz, és háromszor tarkón lőtte; másodpercekkel később Colombo testőrei agyonlőtték Johnsont. A lövöldözésbe Colombo ugyan nem halt bele, de élete utolsó hét évére lebénult; 1978. május 22-én természetes halállal halt meg. Bár a Colombo klánban sokan Joe Gallót gyanúsították a lövöldözéssel, a rendőrség végül Gallo kihallgatása után arra a következtetésre jutott, hogy Johnson volt az elkövető, aki egyedül volt.
Röviddel a Colombo elleni merénylet után a klán magas rangú vezetői találkozót tartottak. A találkozón felkérték Salvatore "Charlie Lemons" Mineo alfőnököt, hogy vegye át az ideiglenes főnöki feladatokat, de Mineo ezt idős korára és megromlott egészségi állapotára hivatkozva visszautasította, és helyette Joseph "Joey Yack" Yacovelli tanácsadót javasolta a megbízott főnöki posztra. Bár a Colombo klán vezetősége úgy vélte, hogy Gallo volt a Colombo elleni merénylet kitervelője, Yacovelli úgy döntött, hogy nem áll bosszút Gallón azonnal. A rendőrség úgy vélte, hogy Gallónak nem volt köze a Colombo elleni lövöldözéshez, tisztában voltak azzal, hogy a Colombo klán számos tagja igen, és valószínűleg bosszút fognak állni. Ezért a rendőrség rendőrtiszteket bízott meg azzal, hogy kövessék Gallót, és biztosítsák, hogy ne essen bántódása, így lehetetlenné téve, hogy a Colombo klámn tagjai Gallo közelébe férkőzzenek. Gallo megölése ilyen hamar a Colombo elleni merénylet után valószínűleg azt a benyomást is keltette volna a rendőrségben, hogy New York utcáin teljes körű maffiaháború folyik, és ezért túl nagy visszhangot váltott volna ki.
1972 elejére azonban a Colombo-lövöldözés körüli hírverés nagy része lecsengett, és ezt követően Gallo fejére nyílt szerződést tűztek ki. 1972. április 7-én egy gyors tipp alapján négy fegyveres besétált a Little Italy-i Umberto's Clam House-ba, és megölte Joe Gallót, aki éppen a családjával vacsorázott.  Albert Gallo bosszút akart állni, ezért Las Vegasból egy fegyverest küldött a manhattani Neapolitan Noodle étterembe, ahol egy nap Yacovelli, Alphonse Persico és Gennaro Langella ebédelt. A fegyveres azonban nem ismerte fel a maffiózókat, és helyette négy ártatlan vendégre nyitott tüzet, akik közül kettőt megölt. E merénylet után Yacovelli, tartva a Gallo-banda további megtorlási kísérleteitől, elmenekült New Yorkból. Mivel Yacovelli, a klán tanácsadója, most már menekülőben volt, és az alfőnök, Mineo, korábban világossá tette, hogy nem érdekelt abban, hogy a legfelsőbb pozícióba lépjen, az ajtó szélesre tárult Persico előtt, aki ekkor már helyi vezér volt, és a családon belül egy befolyásos csoport vezetője, hogy végleg átvegye a főnöki posztot.
Persico azonban még az év januárjában börtönbe került teherautó-eltérítés vádjával, így egy másik helyi vezér, Vincenzo Aloi, a nagy tiszteletnek örvendő korábbi helyi vezér, Sebastiano "Buster" Aloi fia, valamint Carlo Gambino keresztfia lett az új megbízott főnök. Aloi megbízott főnöki tisztsége azonban szintén rövid életűnek bizonyult, mivel 1973. június 26-án hamis tanúzásért elítélték, mert hazudott az esküdtszéknek, amikor azt állította, hogy a Gallo-gyilkosságot megelőzően nem járt a Colombo klán menedékházában a New York állambeli Nyackban. Az elítélése után Aloi, aki a fellebbezéséig óvadék ellenében szabadlábon volt, lemondott a megbízott főnöki tisztségről. Joseph "Joey" Brancato, John "Sonny" Franzese megbízott helyi vezérja, amíg az utóbbi ötven éves börtönbüntetését töltötte Leavenworthben bankrablásért, ezután lépett elő, és lett a megbízott főnök. Brancato azonban nem volt érdekelt az állandó vezetői pozícióban, és csak azért vállalta el a megbízott főnöki munkát, hogy végre tárgyalásokat folytasson a háború befejezéséről a Gallo bandával, amely addigra két csoportra szakadt, és egymás ellen kezdett harcolni.
A konfliktus végleges megoldása érdekében Brancato és a többi New York-i klán főnökei olyan megállapodást kötöttek, amelynek végeredményeképp Albert Gallo és megmaradt csapata elhagyta a Colombo klánt, és békésen csatlakozott a Genovese bűnözőklánhoz. A Gallo-háborúk ezzel véget értek. Miután sikeresen kialkudta a Gallo-háborúk békés megoldását, Brancato lemondott a megbízott főnöki posztról, és visszatért a Long Island-i bandája vezetéséhez. Mivel más életképes jelölt nem állt az útjába, a bebörtönzött Persico 1973 végére hivatalosan is átvette a Colombo család irányítását, Thomas DiBella-t helyezte a család élére megbízott főnökként, és testvérét, Alphonse "Allie Boy" Persico-t tanácsadónak, Anthony "Tony Shots" Abbatemarco-t pedig alfőnöknek léptette elő.

### A klán Persico vezetése alatt

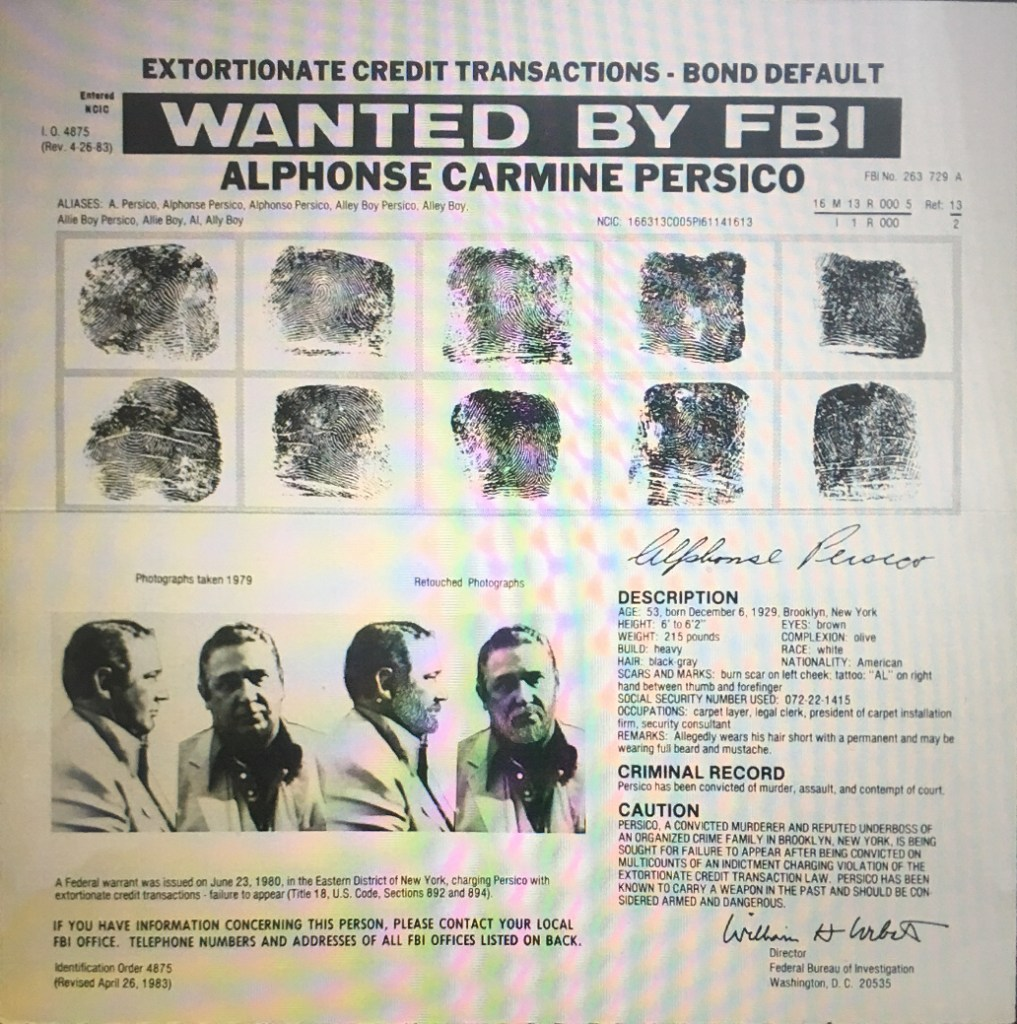
FBI Wanted Poster of Alphonse Persico issued on April 26, 1983

Joseph Colombo nagy médiavisszhangot kapott leleplezése és Joe Gallo gyilkos túlkapásai után a Colombo klán a viszonylagos nyugalom és stabilitás időszakába lépett. Mivel Colombo kómában feküdt, a család vezetését Thomas DiBella vette át, aki 1932-es egyetlen szeszcsempészet miatti ítélete óta ügyesen kerülte el a hatóságok figyelmét. DiBella azonban nem tudta megakadályozni, hogy a Gambino klán lecsapjon a Colombo zsákmányokra, és a Colombo klán hatalma csökkenni kezdett. 1977-ben DiBella rossz egészségi állapota miatt visszavonulásra kényszerült, Colombo pedig 1978-ban meghalt. A Colombo család újabb hatalmi vákuummal nézett szembe.

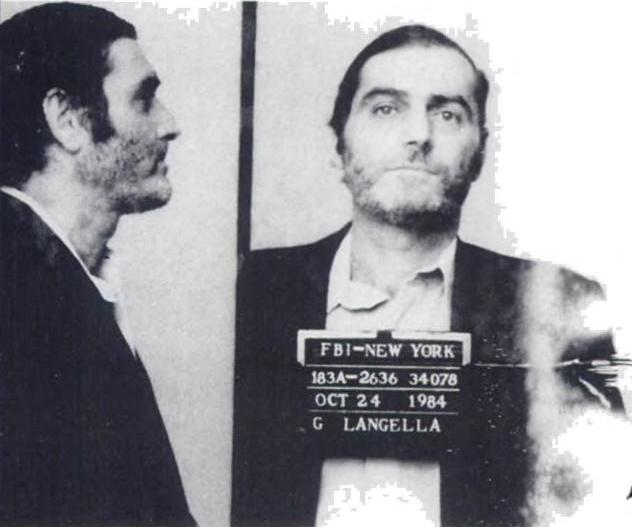
FBI mugshot of Gennaro Langella issued on October 24, 1984

Az 1970-es években Carmine Persico egyre nagyobb tekintélyre tett szert a családon belül, és őt tartották a főnöki poszt egyértelmű örökösének. Persicót azonban 1973-ban emberrablás és uzsorakölcsön vádjával bebörtönözték, és nyolc évre ítélték. 1973-as bebörtönzése egybeesett bátyja, Alphonse 17 év börtönbüntetésből való szabadulásával. Persico Alphonse-t jelölte ki megbízott főnöknek, akit Gennaro Langella és Carmine másik testvére, Theodore támogatott alfőnökként. Langella felügyelte a klán különböző munkaügyi zsarolásait, köztük a "Concrete Club"-ban való érdekeltségüket, és ellenőrzést gyakorolt különböző szakszervezetek felett, többek között a Cement and Concrete Workers District Council, Local 6A (ma: Cement & Concrete Workers Bnft) felett. 1979-ben Carmine-t kiengedték a szövetségi börtönből. 1981 novemberében összeesküvés és zsarolás vádjával azonban újra elítélték, és öt évet töltött börtönben.

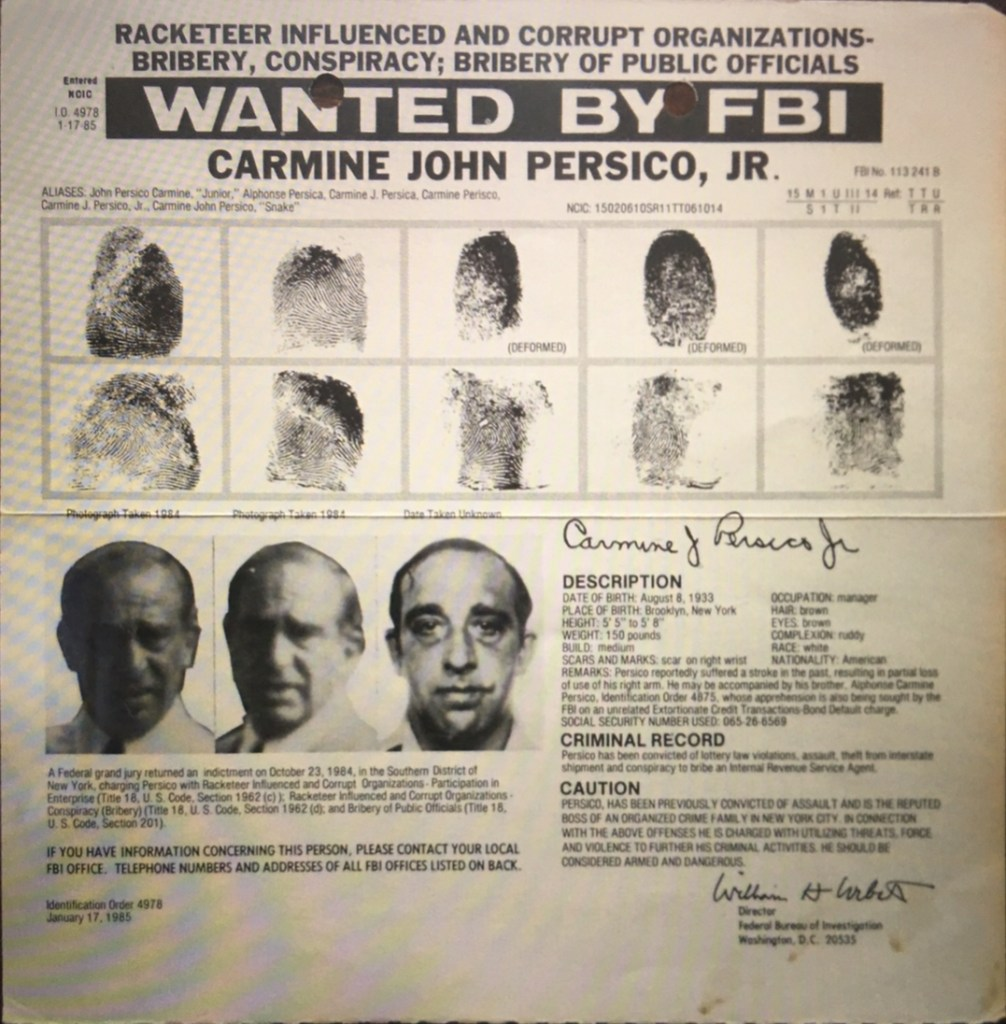
FBI Wanted Poster of Carmine Persico issued on January 17, 1985

1985. február 25-én kilenc New York-i maffiavezért, köztük Langellát, akit Persico követett, vád alá helyeztek kábítószer-kereskedelem, uzsorakölcsönök, szerencsejáték, munkaügyi zsarolás és építőipari vállalatok elleni zsarolás miatt a Maffia Bizottsági per részeként. Az ügyészek célja az volt, hogy a Bizottságban való részvételükkel egyszerre csapjanak le az összes bűnszervezetre.  A vádlottak közül hetet 1986. november 19-én zsarolásért ítéltek el, Persicót és Langellát 1987. január 13-án egyenként száz év börtönbüntetésre ítélték. 1986. november 17-én a Colombo-per különálló tárgyalásán Persicót harminckilenc év, Langellát hatvanöt év, Alphonse Persicót pedig tizenkét év börtönbüntetésre ítélték.
Selwyn Raab maffiatörténész és a The New York Times szervezett bűnözésről szóló riportere később azt írta, hogy a Colombo klán minden más klánnál nagyobb mértékű tartós kárt szenvedett el a bizottsági tárgyalás következtében. Raab rámutatott, hogy Persico messze a legfiatalabb főnök volt New Yorkban, és "képességei csúcsán volt". Bár a bizottsági per idején ötvenhárom éves volt, már tizennégy éve állt a klán élén. Ezzel szemben a többi New York-i főnök a hetvenes éveiben járt, és valószínűleg akkor is átengedték volna a hatalmat a Persico generációjába tartozó maffiózóknak, ha nem kerültek volna börtönbe. Raab úgy vélte, hogy Persico előtt még hosszú uralom állt volna, ha a per nem következik be.
Bár Persico tudta, hogy soha nem fogja újra aktívan irányítani a klánt, eltökélten gondoskodott arról, hogy a banda tiltott nyereségéből származó része továbbra is a rokonaihoz folyjon be. Már letartóztatása előtt kinevezte Alphonse-t megbízott főnöknek, és letartóztatása után is megtartotta őt ezen a poszton. Nem sokkal később azonban Alphonse elmulasztotta az óvadékot egy uzsoraügylet miatti letartóztatás miatt. Persico ezután egy háromtagú uralkodó testületet nevezett ki a klán vezetésére. 1988-ban feloszlatta a testületet, és Victor Orenát, Little Allie Boy egykori brooklyni bandájának helyi vezérét nevezte ki ideiglenes megbízott főnöknek. Persico világossá tette, hogy Orena csupán egy beugró volt, amíg Little Allie Boy vissza nem térhetett az utcára. Persico azonban felhatalmazta Orenát, hogy új tagokat vegyen fel és saját hatáskörben rendeljen el gyilkosságokat - ez két olyan előjog, amelyet ritkán adnak meg egy megbízott főnöknek.

### A harmadik klánháború (1991-1993)
1991-re Orena úgy vélte, hogy Persico elvesztette a kapcsolatot a klánnal, és emiatt a klán lemaradt a jövedelmező lehetőségekről. Persico televíziós életrajz készítésére vonatkozó tervei is aggasztóak voltak, mivel attól tartott, hogy az ügyészek ugyanúgy bizonyítékként használhatják fel, mint Joe Bonanno elbeszélő könyvét a bizottsági perben. Ezért úgy döntött, hogy maga veszi át a klán irányítását. Orena a Gambino-főnök John Gottihoz fűződő szoros kapcsolatait felhasználva kérvényezte a Maffia Bizottságnál, hogy ismerjék el őt főnöknek. Mivel nem akart további konfliktust okozni, de ezt a Bizottság elutasította. Orena ekkor utasította Carmine Sessa tanácsadót, hogy kérdezze meg a helyi vezéreket arról, hogy Orena váltsa-e le Persicót. Ám Sessa figyelmeztette Persicót, hogy Orena puccsot készül végrehajtani a klánban. A feldühödött Persico elrendelte Orena megölését. 1991. június 21-én, amikor Orena megérkezett a Long Island-i Cedarhurstben lévő otthonába, Sessa vezetésével fegyveresek várták.
Orenának azonban sikerült elmenekülnie, mielőtt a fegyveresek lecsaptak volna. Ezzel kezdetét vette a harmadik Colombo-háború. Orena gyilkos küldetésre küldte Brooklynba öccsét, Michael "Mickey Brown" Orena két fiát, Michaelt és kisebbik fiát, William "Willy Boy" Orenát. Nem világos, hogy a két testvér milyen szerepet játszott a háború alatti gyilkosságokban, de az FBI ügynökei biztosak benne, hogy ők voltak felelősek az Orena-klán tizenöt szövetségesének és üzleti partnerének eltűnéséért. William "willy Boy" Orenát a Fire Island kompról leszállva fogták el Long Islanden, a birtokában nyolc pisztoly volt, amelyeket feltehetően a vérengzésben használtak, valamint 43000 dollár készpénz. Willy Boy Riverhead megyei börtönben való tartózkodása alatt mind a nyolc lőfegyver eltűnt a bizonyítékraktárból.
Tizenkét ember, köztük három ártatlan járókelő halt meg ebben a bandaháborúban, és tizennyolc szövetségesüket soha többé nem látták. Több mint nyolcvan "csinált tagot" és szövetségest ítéltek el, börtönöztek be vagy emeltek vádat a Colombo klán mindkét oldaláról. Ezek közé tartozott Persico testvére, Theodore "Teddy" Persico és fia, Alphonse Persico, DeRoss, Orena unokaöccsei, William V. Orena az idősebb testvére, Micheal Orena és Orena két fia, Victor, Jr. Orena és John Orena. Miközben mindkét fél a Bizottsághoz fordult segítségért, a háború folytatódott. 1991 novemberében Gregory Scarpa, Persico hűséges tagja hazafelé vitte lányát és unokáját, amikor több Orena fegyveres rajtuk ütött. Scarpának és rokonainak sikerült elmenekülniük.
A háború 1992-ig tartott, amikor Orenát elítélték zsarolásért, az 1989-es Ocera-gyilkosságért és más kapcsolódó vádakért. Háromszoros életfogytiglant kapott, plusz nyolcvanöt év börtönbüntetést. ötvennyolc katona és társult tag - negyvenkettő a Persico csoportból és tizenhat az Orena csoportból - került börtönbe. Raab később azt írta, hogy Persico próbálkozásai, hogy a börtönből irányítsa a klánt, majdnem tönkretették azt. Becslése szerint a klán tagjai és társai közül hetvenet ítéltek el a háború következtében, és a családnak körülbelül hetvenöt csinált tagja volt.
Miközben a Colombo háború tombolt, a Bizottság megtagadta, hogy bármelyik Colombo-tag a Bizottságban foglaljon helyet, és fontolóra vette a klán feloszlatását. A Lucchese alvezér Anthony "Gaspipe" Casso azt javasolta, hogy a háború befejezése érdekében egyesítsék a klánt a sajátjával, míg 2000-ben olyan terveket javasoltak, hogy a klán embereit és erőforrásait osszák fel a többi klán között. 2002-ben a Bonanno családfőnök és Joseph Massino segítségével a többi klán végül megengedte, hogy a Colombo klán újra csatlakozzanak a Bizottsághoz.

### A klán a harmadik Colombo háború után

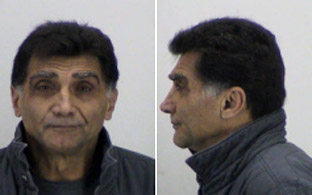
Mugshot of Ralph DeLeo

Miután Orena kikerült a képből, szabad volt az út " Little Allie Boy" számára, hogy 1994-es szabadulása után ő legyen a megbízott főnök. 1994-ben Carmine Persico Andrew Russót nevezte ki megbízott főnöknek. Amikor Russo 1996-ban börtönbe került, Alphonse Persico vette át a megbízott főnöki posztot. 1999-ben letartóztatták Fort Lauderdale-ben, miután pisztoly és sörétes puska birtoklásán kapták; mint elítélt bűnözőt, eltiltották a fegyverviseléstől. Nem sokkal később elrendelte William "Wild Bill" Cutolo alvezér meggyilkolását, aki a harmadik Colombo háború alatt Orena támogatója volt. Cutolo fia bosszút esküdött, és felajánlotta, hogy bedrótozza magát, és Colombo leendő munkatársának adja ki magát. A lehallgatásból származó bizonyítékok alapján Little Allie Boy ellen vádat emeltek RICO-vádakkal. Mivel felismerte, hogy nincs esélye a felmentésre, 2000 februárjában bűnösnek vallotta magát az ellene felhozott vádakban, 2001 decemberében pedig a RICO-vádakban. 2004-ben Alphonse Persicót és a főnöke, John "Jackie" DeRoss alvezért vád alá helyezték a Cutolo gyilkossággal kapcsolatban. 2007 decemberében mindkét férfit elítélték és életfogytiglani szabadságvesztést szabtak ki rájuk. A klán tanácsadója, Joel "Joe Waverly" Cacace vette át a család irányítását 2003-ig, amikor is gyilkosság és zsarolás vádjával börtönbe került.
A klán ezután Thomas "Tommy Shots" Gioeli befolyása alá került, aki átvette az utcai főnöki szerepet. 2008 júniusában Gioeli, az alvezér John "Sonny" Franzese, a korábbi tanácsadó Joel Cacace, a kapitány Dino Calabro, a katona Dino Saracino és több más tag és társ, köztük Orlando "Ori" Spado ellen vádat emeltek több zsarolási vádpontban, köztük uzsoráskodás, zsarolás és három, a Colombo-háborúk idejéből származó gyilkosság miatt. Alphonse Persicót 2009. február 27-én életfogytiglani börtönbüntetésre ítélték a Cutolo gyilkosságért. Miután Gioelit bebörtönözték, a Massachusetts állambeli Bostonból tevékenykedő Ralph F. DeLeo lett a klán utcai főnöke. 2009. december 17-én az FBI vádat emelt DeLeo és a Colombo klán tagjai ellen kábítószer-kereskedelemmel, zsarolással és uzsorakölcsönökkel Massachusettsben, Rhode Islanden, New Yorkban, Floridában és Arkansasban.

### Jelenlegi helyzet (2021-ben)
Miután DeLeo börtönbe került, Andrew "Andy Mush" Russo ismét átvette az irányítást a klán felett. 2011. január 20-án Andrew Russo utcai főnököt, Benjamin Castellazzo megbízott alvezért, Richard Fusco tanácsadót és másokat gyilkossággal, kábítószer-kereskedelemmel és munkaügyi zsarolással vádolták meg. 2011 szeptemberében Castellazzo és Fusco bűnösnek vallotta magát a vádak csökkentése érdekében. 2011 decemberében kiderült, hogy Reynold Maragni helyi vezér lehallgatót viselt, és az FBI-nak információkat szerzett Thomas Gioeli szerepéről William Cutolo 1999-es meggyilkolásában.
2018. július 11-én a Colombo bűnözőklán négy társa és tagja ellen harminckét vádpontban emeltek vádat, a vádak között pénzmosás, zsarolás és illegális szerencsejáték is szerepelt. A bűncselekmények állítólag 2010 decembere és 2018 júniusa között történtek, túlnyomórészt Brooklynban és Staten Islanden. A Colombo klán két csinált tagja, Vito DiFalco és Jerry Ciauri is a vádlottak között volt. A Gambino bűnözőklán katonája, Anthony Licata ellen is vádat emeltek.
2019. március 7-én a Colombo klán főnöke, Carmine Persico meghalt a börtönben. Carmine Persico halálával a fia, Alphonse Persico vette át a helyét, és unokatestvére, Andrew "Mush" Russo lett a Colombo klán hivatalos főnöke. Russo belső köréhez tartozott Benjamin "Benji" Castellazzo alfőnök, Ralph DiMatteo tanácsadó, Vincent "Vinny Unions" Ricciardo helyi vezér, Richard Ferrara helyi vezér és Theodore "Teddy" Persico, Jr. helyi vezér.
2019. október 3-án Joseph Amato kapitányt Daniel Capaldóval és Thomas Scorciával együtt vád alá helyezték a 2014-ben Staten Islanden elkövetett zsarolás és uzsorakölcsön vádjával. 2021. március 22-én Amato bűnösnek vallotta magát.
2021. szeptember 14-én kézbesítették a vádiratot, amelyben többek között szerepelt a Colombo klán hivatalos főnöke, Andrew "Mush" Russo, az alvezér Benjamin "Benji" Castellazzo, a tanácsadó Ralph DiMatteo, a kapitányok Vincent Ricciardi, Richard Ferrara, Theodore "Teddy" Persico, Jr, Michael Uvino katona, Thomas Costa és Domenick Ricciardo szövetségesek. A vádirat szerint a Colombo klán tagjai beszivárogtak és átvették az irányítást egy queensi székhelyű szakszervezet, valamint a hozzá tartozó egészségügyi ellátási program felett, és összeesküvést szőttek a munkahelyi biztonsági tanúsítványokkal kapcsolatos csalás elkövetésére. Ralph DiMatteo nem volt jelen a vádirat kézbesítésekor, ugyanis szökésben volt. DiMatteo később, 2021. szeptember 17-én feladta magát az FBI-nak.

## A vezetés története

### Főnök (hivatalos és megbízott)
- 1928-1962 - Joseph Profaci[66] - természetes halállal halt meg.
- 1962-1963 - Joseph Magliocco[66]  - a maffiabizottság visszavonulásra kényszerítette.
  - 1963-1973 - Joseph Colombo[66]  - merénylet következtében megbénult.
  - 1971-1972 - Joseph Yacovelli[66][67] - Joe Gallo meggyilkolása után elmenekült.
  - 1972-1973 - Vincenzo Aloi[68] - bebörtönözték.
  - Megbízott 1973 - Joseph "Joey" Brancato[66][68]
- 1973-2019 - Carmine "Junior" Persico[66] - bebörtönözték 1973-1979,[30] 1981-1984,[32] 1985-2019,[69] 2019. március 7-én meghalt.[4]
  - 1973-1979 - Thomas DiBella[68] - lemondott, tanácsadó lett.
  - Megbízott 1981-1983 - Alphonse "Allie Boy" Persico - Carmine Persico testvére; szökevény volt 1980-1987-ben, jelenleg (2021-ben) börtönben.[70][71]
  - Megbízottet 1983-1984 - Gennaro "Gerry Lang" Langella - bebörtönözték[69]
  - Megbízott 1985-1987 - Anthony "Scappy" Scarpati[72] - bebörtönözve.
  - Megbízott 1987-1991 - Vittorio "Vic" Orena[73] - életfogytiglani börtönbüntetésre ítélve.[74]
  - Működő 1991-1993 - betöltetlen - vezetése vitatott a harmadik háború alatt.
  - Aktív 1994-1996 - Andrew "Andy Mush" Russo[75][76][77] - bebörtönözték 1997 márciusában.[77]
  - Aktív 1996-2019 - Alphonse "Little Allie Boy" Persico[75] - Carmine Persico fia; 2009-ben életfogytiglani börtönbüntetésre ítélték.[50][78][79]
- 2019-jelenlegi (2021) - Andrew "Andy Mush" Russo - 2021. szeptember 14-én vádat emeltek ellene.[65]

### Utcai főnök
- 1987 - Döntéshozatal - Benedetto Aloi, Vincent "Jimmy" Angelino és Joseph T. Tomasello - 1987 szeptemberében feloszlott.[80]
- 1991-1993 - Joseph T. Tomasello[81]
- 1993-1994 - Döntéshozatal - Joseph T. Tomasello, Theodore "Teddy" Persico és Joseph Baudanza - feloszlott 1994-ben.
- 1994-1996 - Alphonse "Little Allie Boy" Persico - megbízott főnök lett.
- 1996-1999 - Andrew "Andy Mush" Russo - bebörtönözték.
- 2000-2003 - Joel "Joe Waverly" Cacace - 2003 januárjában bebörtönözték.
- 2003-2008 - Thomas "Tommy Shots" Gioeli[82] - bebörtönözték 2008 júniusában.
- 2008-2009 - Ralph F. DeLeo[53] - New Englandből irányított, bebörtönözték 2009 decemberében.[51]
- 2009-2010 - Döntéshozó - Ifj. Theodore N. Persico. (bebörtönözve)[83]
- 2010-2011 - Andrew "Andy Mush" Russo[78][84] - börtönbe került 2011 januárjában.[55]
- 2013-2014 - Salvatore "Sally Bread" Cambria[85] - lemondott.
- 2014-2019 - Andrew "Andy Mush" Russo - 2013. június 13-án szabadult a börtönből,[86]  ezután lett a hivatalos főnök.[65]

### Alfőnök (hivatalos és megbízott)
- 1928-1962 - Joseph "Joe Malyak" Magliocco - főnökké léptették elő.
- 1962-1963 - Salvatore "Sally the Sheik" Musacchio - Joseph Magliocco sógora.[87]
- 1963-1967 - John "Sonny" Franzese - bebörtönözve.
- 1967-1973 - Charles "Charlie Lemons" Mineo[18][88][89] - lemondott.
- 1973-1977 - Anthony "Tony Shots" Abbatemarco[90][91] - elmenekült.[92]
- Megbízott 1973-1975 - Andrew "Andy Mush" Russo[93]
- 1977-1981 - Alphonse "Allie Boy" Persico - Carmine Persico testvére; előléptették megbízott főnökké.[70][94][95]
- 1981-1994 - Gennaro "Gerry Lang" Langella - előléptették megbízott főnökké.
- 1983-1987 - John "Sonny" Franzese[96] - Megbízotti főnök.[80]
- 1987 - Benedetto "Benny" Aloi[80]
- 1991-1993 - Üres - vitatott vezetés a harmadik háború alatt.
- 1994-1999 - Joel "Joe Waverly" Cacace - tanácsadó lett.
  - Megbízott 1994-1999 - Benedetto "Benny" Aloi
  - 1999 - William "Wild Bill" Cutolo - meggyilkolták 1999-ben.[79]
  - 1999-2004 - John DeRoss - életfogytiglani börtönbüntetést kapott.[79]
  - 2001-2003 - Thomas Gioeli - utcai főnökké léptették elő.
  - 2004-2015 - John "Sonny" Franzese - 2011. január 14-én nyolc év börtönre ítélték;[97] 2017. június 23-án szabadult.[98]
  - Aktív 2008-2009 - Ifj. Theodore "Skinny Teddy" Persico[78] - Theodore Persico fia; csatlakozott az ítélőtáblához.
  - 2015-jelenlegi (2021) - Benjamin "Benji" Castellazzo - 2015. augusztus 14-én szabadult a börtönből; 2021. szeptember 14-én vádat emeltek ellene.[65]

### Tanácsadó (hivatalos és megbízott)
- 1931-1954 - Salvatore Profaci - Joseph Profaci testvére; meghalt[99]
- 1954-1963 - Calogero "Charles the Sidge" LoCicero[100][101][102] - 1968-ban meggyilkolták.[103]
  - 1963-1969 - Benedetto D'Alessandro[102]
  - 1969-1971 - Joseph "Joey Yack" Yacovelli[104] - megbízott főnök lett 1971-ben.[105]
  - 1973-1977 - Alphonse "Allie Boy" Persico - Carmine Persico testvére; előléptették alfőnökké.[70]
  - 1977-1983 - Thomas "Old Man" DiBella[106] - lemondott.
- 1983-1988 - Alphonse "Allie Boy" Persico[107][108][109] - Carmine Persico testvére; 1989-ben meghalt.[70]
  - Megbízott 1983-1986 - Thomas "Old Man" DiBella[107] - visszavonult.
  - Megbízott 1987-1988 - Vincent "Jimmy" Angellina[80]
- 1988-1993 - Carmine Sessa - később kormánytanú lett.
  - 1988-1991 - Benedetto "Benny" Aloi - előléptették főnök-helyettesnek.
  - 1991-1993 - Üres - a harmadik háború alatt vitatott vezetés.
- 1993-1999 - Vincenzo Aloi
- 1999-2008 - Joel "Joe Waverly" Cacace - 2004-ben bebörtönözték.
  - 2001-2004 - Ralph "Ralphie" Lombardo (Megbízott)
  - Megbízott 2004-2008 - Vincenzo Aloi
- 2008-2011 - Richard "Richie Nerves" Fusco - börtönben 2011. január óta.[5][55]
- 2011-2019 - Thomas "Tom Mix" Farese[110] - 2012 decemberében felmentették a pénzmosás vádja alól. Jelenleg (2021) Dél-Floridában tevékenykedik.
- 2019-jelenlegi (2021) - Ralph DiMatteo - 2021. szeptember 14-én vádat emeltek ellene.[65]

### A harmadik háború csoportjai
A Colombó bűnözőklán a harmadik háború (1991-1993) során két frakcióra szakadt.
Persico csoport.
- Főnök - Carmine "Junior" Persico[111]
- Helyettes főnök - Joseph T. Tomasello[111]
- Alfőnök - Gerry Langella[111]
- Aktív alfőnök - Joseph "JoJo" Russo[111][112]
- Tanácsadó - Carmine Sessa[111]

Orena csoport
- Főnök – Vittorio "Vic" Orena[113]
- Alfőnök – Benedetto "Benny" Aloi
- Megbízott alfőnök – Joseph Scopo[113]
- Tanácsadó – Vincenzo Aloi[113]

## Jelenlegi családtagok (2021-ben)

### Adminisztráció
- Főnök - Andrew "Mush" Russo - más néven "Andy Mush", "Mushy", a család jelenlegi (2021) főnöke. Russo unokatestvére volt a Colombo klán régi főnöke, Carmine Persico.[114] 1986 novemberében Russót 14 évre ítélték, 1994. július 29-én szabadult, különleges feltételes szabadlábra helyezési feltételek mellett.[77] 1999 augusztusában Russót vád alá helyezték az esküdtszék befolyásolásáért és 57 hónapra ítélték, emellett 123 hónapra ítélték mind a feltételes szabadlábra helyezés megsértéséért, mind pedig egy Long Island-i kocsitársaság zsarolási ügyében való részvételéért.[76] 2010 márciusában, miután lejárt a feltételes szabadsága, Russo lett az utcai főnök. 2011 januárjában Russo ellen szövetségi zsarolás miatt vádat emeltek.[55] 2013. március 21-én Russót zsarolásért harminchárom hónapra ítélték.[115] 2013-ban szabadult a börtönből.[86] 2013. március 7-én Russo unokatestvére és klánfőnöke, Carmine Persico 2019. március 7-én halt meg a börtönben.[4] 2021. szeptember 14-én Andrew Russo ellen vádat emeltek, és a Colombo klán "hivatalos főnökeként" azonosították.[65] A vádirat szerint Russo főnököt Benjamin Castellazzo alvezérrel, Ralph DiMatteo tanácsadóval és három kapitánnyal, Ifj. Theodore Persico, Richard Ferrarát és Vincent Ricciardót azzal, hogy beszivárogtak és átvették az irányítást egy queensi székhelyű szakszervezet felett.[65]
- Alfőnök - Benjamin "Benji" Castellazzo [5] - más néven " The Claw", a klán jelenlegi (2021) alfőnöke. Castellazzo a Gravesend Brooklyn csapatának korábbi helyi vezére. 2000-ben Castellazzo ellen Michael Nobile, Anthony Amoruso, Frank DeVito, Stephen Mignano, Joey Mercuri és Joseph Wiley mellett vádat emeltek illegális szerencsejáték vádjával a brooklyni Gravesendben.[116] 2011. január 20-án Castellazzo ellen szövetségi zsarolás vádjával vádat emeltek.[55] 2011 szeptemberében bűnösnek vallotta magát egy alacsonyabb mértékű vádpontban.[57] 2013. január 30-án hatvanhárom hónap börtönbüntetésre ítélték.[117][118] 2015. augusztus 14-én szabadult a szövetségi őrizetből.[119] 2021. szeptember 14-én Castellazzo ellen vádat emeltek, és Andrew Russo főnökkel, Ralph DiMatteo tanácsadóval és három kapitánnyal, Ifj. Theodore Persico, Richard Ferrara és Vincent Ricciardo azzal, hogy beszivárogtak és átvették az irányítást egy queensi székhelyű szakszervezet felett.[65][120]
- Tanácsadó - Ralph DiMatteo - a klán jelenlegi (2021) tanácsadója. 2021. szeptember 14-én DiMatteo ellen vádat emeltek és vádat emeltek Andrew Russo főnökkel, Benjamin Castellazzo alvezérrel és három kapitánnyal, Theodore Persico, Jr, Richard Ferrara és Vincent Ricciardo azzal, hogy beszivárogtak és átvették az irányítást egy queensi szakszervezet felett.[65] DiMatteót az első letartóztatások során nem fogták el, ezáltal szökevénynek tekintették.[65] 2021. szeptember 17-én, miután fia tweetjeinek köszönhetően kiderült a floridai álcája, feladta magát az FBI-nak a manhattani Federal Plaza 26-ban.[121][122]

### Helyi vezérek
Brooklyn-i csoport
- Salvatore "Sally Boy" Castagno - a korábban Benjamin Castellazzo által irányított "Gravesend-Coney Island bandájának" (más néven "East Third Street Clique") helyi vezére.[123]
- Richard Ferrara - egy brooklyni banda helyi vezére, Ferrara ellen 2021. szeptember 14-én emeltek vádat, a klán több tagjával együtt.[65]
- Theodore N. "Skinny Teddy" Persico, Jr. - helyi vezér és Theodore Persico, Sr. fia. 2008-tól 2009-es letartóztatásáig segített a klán vezetésében. Unokatestvéreivel, Michael Persicóval és Lawrence Persicóval dolgozott együtt.[124] A börtönből 2020. május 29-én szabadult. 2021. szeptember 14-én a klán elleni széles körű vádemelés során ítélték el ifjabb Persico-t.[65]
- William "Billy" Russo - egy helyi vezér és Andrew Russo legfiatalabb fia[5] Testvére, Joseph "Jo Jo" Russo.  2007-ben halt meg a börtönben.

Staten Island-i csoport
- Joseph Amato - egy helyi vezér, aki uzsorakölcsönöket működtetett Staten Islanden. 2019. október 3-án Amato a fiával,Ifj. Joseph Amato, Daniel Capaldo és Thomas Scorcia katonákkal, valamint Anthony Silvestro társával együtt vádat emeltek a 2014-es Staten Island-i zsarolás és uzsorakölcsönökkel kapcsolatos vádak miatt.[63] 2019. október 3-án fia, Joseph Amato. elvesztette az egymillió dolláros óvadékot apja hírneve miatt.[125] 2021. március 22-én Amato és fia vádalkut fogadott el minden vádpontban. Az ítélethirdetésük 2021 júliusában volt.[64]

Long Island-i csoport
- Ralph "Ralphie" Lombardo - egy helyi vezér és egykori megbízott tanácsadó. Lombardo bukmékeri és uzsorás tevékenységet folytat Long Islanden. Lombardót 1975-ben elítélték egy New Jersey-i autólízingcég részvényeinek eladására irányuló összeesküvés miatt.[126] 2003-ban Lombardo volt a tanácsadó, és illegális szerencsejáték, uzsoráskodás és tanú befolyásolása miatt vádat emeltek ellene.[127] 2006. augusztus 27-én szabadult a börtönből.[128]
- Vincent "Vinnie Unions" Ricciardo - egy Long Island-i csapat helyi vezére, Ricciardo átvette John Franzese régi csapatát. Vádat emeltek ellene 2021. szeptember 14-én, a klán több tagjával együtt.[65]

### Katonák
New York
- Alphonse "Little Allie Boy" Persico - Carmine Persico fia és a klán korábbi megbízott főnöke.[129] 2009-ben Alphonse-t életfogytiglani börtönbüntetésre ítélték, jelenleg (2021) a pennsylvaniai FCI McKeanben van. 2019 márciusában apja és főnöke, Carmine Persico a börtönben meghalt.[130]
- Thomas "Tom Mix" Farese - a korábbi tanácsadó, aki Carmine Persico unokaöccse volt házassága révén. Felesége, Suzanne a néhai Alphonse Persico (Carmine Persico testvére) lánya.[131] A tanácsadóvá való előléptetése ellenére Farese megtartotta a floridai csoport irányítását.[132] Az 1970-es években Farese Bostonból a floridai Fort Lauderdale-be költözött, ahol barátságot kötött Nicholas Forlanoval, egy Colombo maffiózóval. 1978 júliusában Farese-t bevezették a Colombo klánba.[131] 1980-ban marihuána csempészésért elítélték, harminc év börtönbüntetésre ítélték, majd 1994-ben szabadult.[131] 1998-ban bűnösnek vallotta magát pénzmosás vádjában.[131] 2012. január 5-én vádat emeltek ellene uzsorakamat- és pénzmosás miatt Dél-Floridában, majd óvadék ellenében szabadon engedték.[110][133][134]  Az ügyészek a kormánytanú, Reynold Maragni-nak a hangrögzítő eszközén keresztül szereztek bizonyítékot Farese ellen.[134] A szeptemberi tárgyalásán a bíró engedélyezte Farese ügyvédjének, hogy megvizsgálja az informátor Reynold Maragni karóráját, amely tartalmazta a titkos hangrögzítő eszközt.[135] 2012 decemberében Farese-t minden vád alól felmentették.[136][137] 2021 áprilisában Farese-t egy rendbeli szövetségi egészségügyi csalással vádolták meg. Ő és több társa, köztük a Colombo szövetségese, Patrick Truglia, 2017 és 2019 között tulajdonoltak egy ortopédiai fogszabályzókkal foglalkozó, névlegesen mások tulajdonában lévő floridai céget, amely kenőpénzcsalásokat folytatott, hogy megvesztegessék az egészségügyi szolgáltatókat és a távegészségügyi szolgáltatásokat, hogy szükségtelenül írjanak fel idős betegeknek fogszabályzókat, amelyeket a Medicare felé számláztak volna. Farese és Truglia bírósági aktáit az ügy többi vádlottjával ellentétben titkosították. A vádirat nem említette Farese kapcsolatait a szervezett bűnözéssel.[138][139]
- Joel "Joe Waverly" Cacace - egykori tanácsadó és utcai főnök.
- Michael Uvino - egykori helyi vezér, Uvino a Long Island-i Hauppauge-ban található "The sons of Italy Social Club"-ból irányította a bandáját.[140] 2009-ben Uvinót tíz évre ítélték illegális kártyajátékok Long Islanden történő működtetéséért és két férfi bántalmazásáért. 2016. május 24-én szabadult.[141]  2021 szeptemberében vádat emeltek ellene Andrew Russóval, Benjamin Castellazzóval, Ralph DiMatteóval és más tagokkal együtt.[142]
- Michael Catapano - egykori helyi vezér és John Franzese unokaöccse, aki szerencsejáték klubokat zsarolt Long Islanden. Catapano ellen 2008-ban emeltek vádat Thomas Gioeli ügyvezető főnökkel, John "Sonny" Franzese alvezérrel és a klán más tagjaival együtt.[143] 2010-ben Catapanót hat és fél év börtönre ítélték, miután bűnösnek vallotta magát a 2003-ban egy pizzéria és egy Long Island-i szerencsejáték klub zsarolásában.[144] 2016. április 29-én szabadult.[145]
- Nicholas Rizzo - a zsarolással és uzsorakamatokkal foglalkozó katona 2011 januárjában, a 83 éves maffiózó első letartóztatása szerencsejáték vádjával történt. Később hat hónapra ítélték egy egészségügyi intézményben, de humanitárius alapon szabadlábra helyezték, és egy héttel később meglátták egy társasági klubban, amelyet a Bonanno főnöke, Vincent "Vinny T.V." Badalamenti vezetett.
- Joseph Baudanza - egykori helyi vezér, aki Brooklynban, Manhattanben és Staten Islanden tevékenykedett. Baudanzát testvérével, Carmine-nal és unokaöccsével, John Baudanzával együtt 2008-ban letartóztatták és elítélték részvénycsalás miatt.[146][147] 2008-ban Baudanza 2011 februárjában szabadult a börtönből.[148]
- Dennis DeLucia - egykori helyi vezér, aki szerencsejátékkal foglalkozik Bronxban. 2011-ben vádat emeltek ellene Andrew Russo ügyvezető főnökkel, Ilario Sessa és Joseph Savarese katonákkal, valamint Angelo Spatával, Carmine Persico vejével együtt.[149] 2012-ben bűnösnek vallotta magát egy rivális bronxi szerencsejáték klub zsarolásában, és az ítélethirdetés előtt leszbikus lánya úgy jellemezte őt, mint "az azonos neműek házasságának támogatóját, a maffiában betöltött szerepe ellenére".[150][151] 2013. július 12-én szabadult a börtönből.[152]
- Thomas "Tommy Shots" Gioeli - egykori helyi vezér és egykori utcai főnök, aki Brooklynban, Staten Islanden és Long Islanden volt érdekelt. 2008 júniusában John Franzese, Joel Cacace, Dino Calabro és Dino Saracino mellett többszörös zsarolás és gyilkosságok miatt emeltek vádat a harmadik Colombo háború után.[48] 2011-ben Gioeli megbízott helyi vezére, Paul Bevacqua informátor lett. 2015 szeptemberétől Gioeli szövetségi börtönben raboskodik, a szabadulás tervezett időpontja 2024. szeptember 9.
- James "Jimmy Green Eyes" Clemenza - egy Brooklynban tevékenykedő egykori helyi vezér. 1961. augusztus 25-én megpróbálta megfojtani Larry Gallót egy kötéllel egy brooklyni bárban.[153] Az 1990-es évek közepén Clemenza a testvérével, Gerard "Jerryvel", valamint Chris és Anthony Colombo testvérekkel együtt a "polcra" került, mert a családi háborúban Orenát támogatták.[154] 1999-ben Clemenza a testvérével, Jerryvel együtt FBI megfigyelés alatt állt, amikor egy Mulberry Street-i Little Italy étteremben a "Maffiózók" szereplőivel együtt vacsorázott.[155]
- Vincenzo "Vinny" Aloi - volt tanácsadó, 2008-ban nyugdíjazták, Floridában él.
- John "Jackie" DeRoss - katona, aki életfogytiglani börtönbüntetését tölti, miután 2009-ben elítélték William Cutolo 1999-es meggyilkolásáért. DeRoss egyébként Carmine Persico sógora, és 1999 és 2004 között alfőnökként szolgált.[156][157][158]
- Daniel Persico - Theodore Persico fia. 2000 márciusában Daniel-t letartóztatták, majd később elítélték egy pump and dump részvénycsalás miatt.[159] 2003. november 14-én szabadult a börtönből.[160]
- Vincent Langella - Gennaro Langella fia. Langella 2001-ben bűnösnek vallotta magát zsarolási összeesküvésben. 2001. július 3-án 27 hónap börtönbüntetésre ítélték. Langella 2005. április 12-én szabadult.[161]
- Thomas Petrizzo - 1933-ban született Brooklynban. Petrizzo négy New Jersey-i székhelyű cég tulajdonosa volt, amelyeken keresztül pénzt mosott. 1985-ben és 1986-ban 2,1 millió dollárt keresett a Milstein Properties acélrudak tárolásáért, alakításáért és szállításáért.[162] Nagy befolyása volt a szakszervezetekben, különösen az építőiparban.[163] Petrizzo biztosította a Jacob K. Javits Convention Center, a Battery Park City projektek, a Foley Square-en épülő új szövetségi bírósági épület és számos manhattani felhőkarcoló acélvázait, oszlopait és gerendáit. Az 1980-as évek végén a szakszervezetekben gyakorolt befolyása és több millió dolláros műveletei miatt kapitánnyá léptették elő, azonban idős korában hatalomvesztés miatt lefokozták. 1993 decemberében öt másik Colombo-taggal együtt letartóztatták. Az FBI azt állította, hogy 1,3 millió dollárt zsarolt ki egy svájci mérnöki cégtől, és a kifizetéseket tanácsadói díjaknak álcázta saját vállalkozásaiba. Számos Colombo-társa és tagja között tartóztatták le, köztük volt veje, Michael Persico, Carmine Persico fia. A csalás abból állt, hogy automatákat helyeztek el a Colombo klán által irányított autókereskedésekben, Petrizzót azzal is megvádolták, hogy a Ground Zerónál az építési törmelék elszállításával foglalkozó szakszervezeteket zsarolta; felmentették. 1996-ban bűnösnek vallotta magát zsarolásban.[164][165][166]
- Vincent "Chickie" DeMartino - katona. DeMartinót 1993-ban négy év börtönre ítélték fegyverrel kapcsolatos vádak miatt.[167] 1999-ben Alphonse Persico utasította DeMartinót és Thomas Gioelit William Cutolo meggyilkolására. 2001. július 16-án DeMartino és Michael Spataro megpróbálta meggyilkolni Joseph Campanellát, de nem sikerült nekik.[168][169] 2004 májusában Campanella tanúskodott DeMartino ellen. Szabadlábra helyezésének tervezett időpontja 2025. január 1.[170]
- Anthony "Chucky" Russo - katona és William "Billy" Russo unokatestvére. Az 1990-es években Anthony Russo szorosan együtt dolgozott az azóta elhunyt unokatestvérével, Joseph "Jo Jo" Russóval, Brooklynban és Long Islanden.[171]
- Dino "Little Dino" Saracino - 1972-ben született a szicíliai Castellammare del Golfóban, majd nem sokkal születése után családjával a brooklyni Bensonhurstbe költözött.[172] 2014 áprilisában ötven évre ítélték, és egy pennsylvaniai szövetségi börtönbe szállították, hogy ott töltse le büntetését; felmentették a New York-i rendőrség rendőrtisztje, Ralph Dols meggyilkolása alól, bár tanú befolyásolásáért, zsarolásért és gyilkossági összeesküvésért elítélték. Az 1990-es évek Colombo háborúja alatt Saracino hűséges volt Carmine Persicóhoz. Ebben az időben tervelte ki Michael Burnside meggyilkolását, hogy megtorolja a bátyja életének kioltását.[173] Nyilvánvaló, hogy beavatott katonává vált, miután 1997-ben vagy Dols-t, vagy 1993-ban Joseph Scopo magas rangú Colombo-tagot megölte, azonban a törvény szerint nem találták bűnösnek.[174] Testvére, Sebastian "Sebby" Saracino ellene tanúskodott a tárgyalásán. Köztudott, hogy Saracino közel állt Thomas Gioeli csapatához sőt, annak tagja is volt.[175] 2017 októberében fellebbezett az ítélete ellen, amit elutasítottak.

Massachusetts
- Ralph F. DeLeo - a massachusettsi Somerville-ből származott, ő vezette a klán New England-i csoportját. Az 1990-es években, a börtönben találkozott Alphonse Persicóval; amikor 1997-ben kiszabadult, bekerült a Colombo bűnözőklánba 2008-ban DeLeo lett az utcai főnök, miután Thomas Gioelit letartóztatták. 2009. december 17-én DeLeo ellen öt különböző államban elkövetett bűncselekményekből származó zsarolás miatt emeltek vádat.[53][176] Jelenleg (2021) börtönben van, szabadulásának időpontja 2025. október 2.[177]

### Szövetségesek
- Lawrence "Larry" Persico - az egykori családfő, Carmine Persico fia, valamint Alphonse Persico és Michael Persico testvére. Larry ellen 2004-ben vádat emeltek zsarolás bűntette miatt. Az apja levelet írt a bíróságnak, amelyben megvédte a fiát.[178] Lawrence-t 2005. március 11-én ítélték el, és 2005. december 9-én engedték szabadon.[179]
- Michael Joseph Persico - a bebörtönzött családfő, Carmine Persico fia, valamint Alphonse Persico és Lawrence Persico testvére. Michaelt 2010-ben zsarolással kapcsolatos összeesküvéssel vádolták meg, amely az egykori Világkereskedelmi Központ területére vonatkozó törmelékeltávolítási szerződésekkel kapcsolatos. 2011-ben Michael ellen vádat emeltek Joseph Scopo 1993-as meggyilkolásával kapcsolatos lőfegyverek szállításáért.[180]
- Sean Persico - Theodore Persico fia, Daniel, Frank és ifjabb Theodore testvére, Sean részt vett tőzsdei csalásokban.[181]

### Családi csapatok
- A Garfield Boys - egy olasz-amerikai utcai banda volt, amely a dél-brooklyni Red Hook és Gowanus városrészekben működött. A bandát a későbbi Colombo főnök, Carmine Persico vezette az 1950-es évektől az 1970-es évek elejéig.[182]

## Ellenőrzött egyesületek
- A New York Városi Ácsok Kerületi Tanácsa  A Colombo és Genovese családok 1991 és 1996 között vezették a Tanácsot, és hatalmas összegeket zsaroltak ki a szakszervezet helyi szervezetétől. Thomas Petrizzo és Vincent "Jimmy" Angellino Colombo kapitányok irányították a Tanács elnökét, Frederick Devine-t. A két bűnözőklán illegálisan arra használta a Tanácsot, hogy több száz "no show" távollétes állást hozzon létre társaik számára.[183] 1998-ban Sammy Gravano és Vincent Cafaro kormánytanúk vallomást tettek Devine ellen, és bűnösnek találták szakszervezeti pénzek elsikkasztásában, és tizenöt hónap börtönbüntetésre ítélték.[184]

## Korábbi tagok és társak
- Dominic "Donnie Shacks" Montemarano - korábbi tag. 1997-ben szabadult a börtönből, Montemarano Los Angelesbe költözött és filmekbe fektetett be.[185] 2021 januárjában COVID-19-ben meghalt.[186]
- Theodore "Teddy" Persico - Carmine Persico testvére, Alphonse "Little Allie Boy" Persico nagybátyja és ifjabb Theodore N. Persico apja. Idősebb Theodore az 1970-es években Brooklynban volt helyi vezér.[132] Az 1990-es évek elejétől a letartóztatásáig és elítéléséig a családjogi testületben szolgált. Idősebb Theodore-t 2013. október 9-én engedték ki a börtönből. 2017-ben hunyt el.[187]
- Richard "Richie Nerves" Fusco - korábbi tanácsadó. 2011. január 20-án Fusco ellen szövetségi zsarolás vádjával vádat emeltek.[55] 2011. szeptember 29-én Fusco bűnösnek vallotta magát a Gambino klán elleni zsarolási rendszer működtetésében;[188] négy hónap börtönbüntetésre ítélték.[57]  Fusco a brooklyni Metropolitan Detention Centerben raboskodott.[189] 2013 szeptemberében meghalt.[190]
- Michael "Yuppie Don" Franzese - Sonny Franzese alvezér fia. Michael egy rendkívül jövedelmező benzincsalási ügyletet szervezett az orosz maffiával. Francese-t 1980-ban előléptették kapitánnyá, és 1995-ben ment nyugdíjba, miután kiengedték a börtönből.[127][166][191]
- Joseph "Jo Jo" Russo - Andrew Russo legidősebb fia, 1994-ben elítélték unokatestvérével, Anthony "Chuckie" Russóval együtt. Mindkét férfi életfogytiglani börtönbüntetést kapott, miután Lindley DeVecchio volt FBI-ügynök tanúskodott ellenük. Joseph Russo 2007-ben a börtönben veserákban meghalt.[192]
- Salvatore "Sally" D'Ambrosio - Az 1960-as évek első Colombo-háborúja során D'Ambrosio és a későbbi főnök, Carmine Persico megpróbálta meggyilkolni Larry Gallo maffiózót.[100][193] D'Ambrosio részt vett Joseph Gioelli meggyilkolásában is.
- Nicholas "Jiggs" Forlano - egykori kapitány, aki Charles "Ruby" Steinnel együtt vezetett uzsoratevékenységet. Az 1970-es években Forlano a floridai Fort Lauderdale-be költözött, és ott kezdte meg tevékenységét. 1977-ben Forlano szívrohamban halt meg a floridai Hialeah versenypályán.[194]
- Frank "Frankie Shots" Abbatemarco - 1899-ben született és a brooklyni Red Hookban nőtt fel. Az 1950-es években Abbatemarco a Red Hookot irányító Profaci család egyik befolyásos helyi vezére volt.[10] 1959. november 4-én meggyilkolták.[10]
- Anthony "Big Tony" Peraino - munkatárs, aki segített finanszírozni a "Deep Throat" című úttörő felnőtt szórakoztató filmet. Természetes halállal halt meg 1996-ban.
- Dominick "Little Dom" Cataldo - börtönben halt meg 1990-ben.
- Ralph "Little Ralphie" Scopo - befolyásos társ, aki a Cement Clubot vezette a család számára. Börtönben halt meg 1993-ban.[195]
- Ifj. Ralph Scopo - Ralph Scopo fia. Zsarolás miatt vád alá helyezve halt meg 2013-ban.[196]
- Antonio Cottone - Szicíliába deportálták, ahol a Profaci klán szülővárosának, Villabate-nek a maffiafőnöke lett. Cottonét 1956-ban meggyilkolták.[197]
- Benedetto "Benny" Aloi - helyi vezér és Vincent Aloi testvére. Az 1990-es évekbeli harmadik Colombo háború idején Aloi volt Orena alvezére. Aloi-t 1991-ben elítélték az Ablak-ügyben. 2009. március 17-én szabadult a börtönből.[198] 2011. április 7-én halt meg.[199]
- John "Sonny" Franzese - egykori alfőnök. 103 éves korában, 2020. február 24-én halt meg.[200]
- Charles "Moose" Panarella - bérgyilkos, aki sok időt töltött Las Vegasban. Elméletileg alkalmatlannak nyilvánították a tárgyalásra, és házi őrizetben tartották. 2017. július 18-án halt meg.[201][202]

Szövetségesek
- Frank Persico - Theodore "Teddy" Persico fia és a Colombo főnökének, Alphonse "Allie" Persicónak az unokatestvére. Frank tőzsdeügynök volt, akit egy 15 millió dolláros részvénycsalásért öt év börtönre ítéltek. Frank 2006. július 12-én szabadult; négy hónappal később Frank szívrohamban meghalt.[203][204]
- Hugh "Apples" MacIntosh - ír-amerikai[205] embere Carmine Persicónak az 1960-as években.[206] 1969-ben MacIntosh-t teherautó-eltérítés vádjával bebörtönözték.[206] 1975-ben szabadult, majd több klubot és uzsorakört irányított Persico számára.[206] 1982-ben McIntosh-t rajtakapták, hogy megvesztegetett egy adóhivatali ügynököt Carmine Persico korai szabadulása érdekében. McIntosh-t a Colombo-per után bebörtönözték, és 1992. december 31-én szabadult.[206] Később letartóztatták, mert találkozott Daniel Persico maffiózóval, és visszavitték a börtönbe ahol 1997. november 10-én halt meg.[206]
- Charles Ruby Stein - "loanshark to the stars", Nicholas Forlano társa és üzleti partnere volt. Stein szerencsejáték-klubokat üzemeltetett Manhattan Upper West Side-ján. Az 1970-es évek elején a maffiózó Jimmy Coonan lett Stein testőre. Ironikus módon Coonan és a Westies 1977-ben meggyilkolta Steint.[207]
- Nicholas "Nicky" Bianco - a Gallo legénység tagja, Bianco később csatlakozott a Patriarca bűnözőklánhoz. Bianco 1994-ben halt meg a börtönben.[208]
- Gerard Pappa - a család egyik társa, aki átigazolt, hogy a Genovese bűnözőklán katonája legyen, és Peter Saverio mellett dolgozzon a New York-i ablakok rendszerében. A Cataldo testvérek 1980-ban meggyilkolták.[209]
- Michael Rizzitello - a Gallo csapat tagja, később csatlakozott a Los Angeles-i klánhoz. A börtönben halt meg 2005-ben.

## Kormánytanúk és informátorok
- Salvatore "Big Sal" Miciotta - egykori kapitány.[210] 1975 vagy 1978 Halloween napján állítólag Vincent "Jimmy" Angelino, Gerard "Jerry Brown" Clemenza, Michael Franzese, John Minerva, Vito Guzzo Sr. és Joseph Peraino Jr. mellett a Colombo klán katonája lett. 1975 vagy 1978-ban ismerkedett meg először a Lucchese klán alvezérével, Anthony Cassóval.[211] A Colombo maffiaháború alatt, az 1990-es évek elején az Orena frakció lojálisa volt. 1993 májusában azzal az ajánlattal kereste meg az FBI-t, hogy kormány tanúja lesz. Miciotta szerint 1993 végén Victor Orena megkérte a multimilliomos üzletembert, John Rosatti-t, hogy adjon neki autókat a márkakereskedéséből, amelyeket a gyilkosságok elkövetéséhez használnakmajd, Rosatti ezt elutasította, és helyette 50000 dollárt adott át Orenának.[212][213]
- Carmine Sessa - egykori tanácsadó . Az 1990-es évek elején Sessa találkozott a Genovese, Lucchese és Gambino bűnözőklánokkal, és hűséget fogadott a bebörtönzött Colombo főnöknek, Carmine Persicónak, aki akkoriban Victor Orena ellenfele volt.[214] 1993-ban letartóztatták Sessát, aki beleegyezett, hogy kormánytanú lesz.[215] Beismerte, hogy részt vett tizenhárom gyilkosságban, köztük a korábbi brooklyni Colombo-kapitány, Jimmy Angelino meggyilkolásában. A börtönből 1997-ben szabadult, azonban nem sokkal később börtönbüntetésre ítélték, és 2000-ben szabadult. 2007 októberében tanúskodott Lindley DeVecchio volt FBI-ügynök ellen.[215]
- John Pate - egykori helyi vezér és a Persico csoport hű tagja. 1972 áprilisában Charles Panarella, Carmine Persico és Gennaro Langella mellett letartóztatták kézifegyver birtoklásáért.[216] Staten Islanden tevékenykedett, és az 1980-as évek végén kapitánnyá léptették elő.[217] 1992 közepén gyilkosság és uzsorakölcsön vádjával letartóztatták.[218][219] Úgy vélik, hogy 1993 körül besúgó lett.[220]
- Rocco Cagno - volt katona. Jimmy Randazzo Colombo maffiózó volt a támogatója, akit 1993 májusában meggyilkoltak.[221] 1987-ben került be a Colombó klánba.[222] 1988 novemberében részt vett Jimmy Angelino Colombo kapitány meggyilkolásában az otthonában.[223] 1993 novemberében vádat emeltek ellene gyilkosság és lőfegyverrel való vádaskodás miatt. 1994 márciusában kezdett együttműködni a hatósággal.
- Joseph "Joe "Joe Campy" Campanella - volt katona[224] William Cutolo közeli szövetségese volt. Campanellát kétszer lőtte le Vincent "Chicky" DeMartino egy .357-es Magnummal 2001. július 16-án Coney Islanden, miután tévesen azzal gyanúsították, hogy besúgó; DeMartinót huszonöt év börtönre ítélték a gyilkossági kísérletért.[225][226][227]
- Michael "Mickey" Souza - 1968-ban született. 2006 decemberében a DEA nyolc hónapos nyomozásának részeként a Colombo és a Gambino bűnözőklán tizenkét másik maffiózójával együtt letartóztatták rablás, testi sértés, fegyvertartás, uzsorakölcsön, szerencsejáték és kábítószer-kereskedelem vádjával.[228][229] Őt és idősebb testvérét azzal vádolták, hogy egy pénzügyi vita miatt megtervezték Hector Pagan, a Bonanno klán szövetségesének meggyilkolását.[230] Souza állítólag vásárolt egy hangtompítós fegyvert, azonban letartóztatása miatt soha nem tudta használni Pagan ellen.[231] Úgy vélik, hogy 2007 körül besúgó lett.
- Paul "Paulie Guns" Bevacqua - a Gioeli banda egykori megbízott kapitánya. Az Orena-csoport támogatója volt, amely a Persico-csoporttal rivalizált az 1990-es évek elején. 2008 körül vélhetően lehallgatót viselt.[232] 2011. november 11-én halt meg.[233]
- Dino "Big Dino" Calabro - korábbi kapitány. Állítólag nyolc gyilkosságban vett részt. Calabrót azzal gyanúsítják, hogy részt vett a New York-i rendőr Ralph C. Dols 1997. augusztusi meggyilkolásában, a korábbi Colombo tanácsadó, Joel Cacace parancsára.[234][235] 2008. júniusi letartóztatása után besúgó lett.[236] 2008 júniusában 2 másik Colombo-katonával együtt letartóztatták kábítószer-kereskedelem, rablás, zsarolás, gyilkosság és uzsorakölcsön vádjával. 2017 novemberében tizenegy év börtönbüntetésre ítélték.
- Frank "Frankie Blue Eyes" Sparaco - volt katona. Az 1990-es évek elején a Persico csoport tagja volt. 1993-ban 24 év börtönbüntetésre ítélték öt gyilkosságban való részvételért.[237] 1993-ban a börtönben 800000 dollárt csalt ki John LeBoutillier volt amerikai képviselőházi tagtól. 2009-ben hivatalosan beleegyezett, hogy együttműködik a hatósággal.
- Reynold Maragni - egykori helyi vezér, aki Dél-Floridában tevékenykedett. 2000-ben vádat emeltek ellene hitelkártya- és banki csalások, uzsorakölcsönök és illegális szerencsejátékok vádjával. Egy évvel később két év börtönbüntetésre ítélték.[238] 2011 januárjában letartóztatták, és azzal vádolták, hogy marihuánát terjesztett, cigarettát csempészett, zsarolta egy queensi cement- és betonipari szakszervezet tagjait, és Joseph Parna volt Colombo-kapitánnyal együtt illegális szerencsejáték-kört működtetett; Maragni a letartóztatása után azonnal beleegyezett, hogy informátor legyen.[239][240] 2011 áprilisától decemberéig egy lehallgatóval ellátott órát viselt, és számos beszélgetést rögzített.
- Anthony "Big Anthony" Russo - egykori színészkapitány, nem rokona Andrew Russónak. Russót 2011-ben megvádolták az Orena lojalista Joseph Scopo 1993-as meggyilkolásával, és beleegyezett, hogy szövetségi tanúként tanúskodik.[241]
- Id Gregory Scarpa - hírhedt bérgyilkos és FBI-informátor az 1970-es évektől 1994-ig.[242] Scarpa a börtönben halt meg AIDS-szel kapcsolatos szövődményekben.
- Lawrence "Larry" Mazza - egykori katona, bérgyilkos és a Colombo bűnözőklán kapitányának, Greg Scarpának a pártfogoltja.[243][244] Megjegyezték, hogy viszonya volt Scarpa feleségével, Linda Schiróval.[245] Mazza beismerte négy ember meggyilkolását, köztük Nicky Grancio 1992. januári meggyilkolását, egy 12-es kaliberű sörétes puskával, amelyet állítólag egy New Jersey-i rendőrautóból loptak el.[246] Korábban tanúja volt Vincent Fusaro 1991. decemberi meggyilkolásának, amelyet Scarpa követett el, aki egy M52-es puskával nyakon, testen és tarkón lőtte Fusarót, miközben az egy karácsonyi koszorút akasztott fel brooklyni házának ajtajára. Mazza állítólag mintegy huszonöt gyilkosságban vett részt. Valamikor az 1990-es évek közepén, miután az FBI letartóztatta, beleegyezett, hogy segíti a hatóságot. Mazza azóta Floridába költözött, és fitnesz személyi edző lett. Kiadott egy könyvet  melynek címe: "Az élet: Egy igaz történet egy brooklyni fiúról, akit elcsábítottak a maffia sötét világába".[247]

Szövetségesek
- Joseph "Joe Pesh" Luparelli - egykori Colombo szövetséges és Joseph Yacovelli testőre. Ő volt az egyik sofőr Joe Gallo 1972. áprilisi meggyilkolásában. Néhány hónappal a Gallo-gyilkosság után úgy vélte, hogy a Gallo-gyilkosság résztvevői azt tervezték, hogy őt is megöletik. Kaliforniába repült, hogy találkozzon az FBI ügynökeivel. Albert A. Seedman kérte, hogy Luparellit hozzák New Yorkba.[248] Egy 1970-es New Jersey-i gyilkosságot követően azzal vádolták, hogy Joseph Russo bújtatta.[249]
- Kenny "Kenji" Gallo - a Los Angeles-i és a Colombo bűnözőklán egykori szövetségese. Gallo először Jerry Zimmermannel találkozott, amikor még a pornóiparban tevékenykedett, aki bemutatta őt Sonny Franzese alvezérnek. Később megismerkedett Teddy Persico Jr.-ral, a Colombo főnök Carmine Persico unokaöccsével.[250] 1996-ban besúgó lett.
- Salvatore "Crazy Sal" Polisi - a Colombo és a Gambino bűnözőklánok egykori szövetségese. Aktív volt teherautó-eltérítésben, illegális szerencsejátékban és rablásban.
- Ifj. John Franzese - Kiutat akart találni az életéből, ezért az FBI azzal az ajánlattal kereste meg, hogy legyen informátor, és ő elfogadta. A vallomástétel előtt az FBI-jal kötött megállapodásának egyik része az volt, hogy maffiózóként nem húz hasznot a történetéből.[251] Állítólag ő volt a felelős apja, John "Sonny" Franzese negyedik feltételes szabadlábra helyezésének megszegéséért is, de visszavette a bizalmába, miután könnyek között tagadta a vádakat, mondván: "Soha nem tennék ilyet, bármi bajom is lenne."[252] 2005-ben Franzese lehallgatót viselt apja közelében.[253] Kétszer tanúskodott apja ellen, legutóbb apja megpróbálta megöletni; később tanúvédelmi programban élt. 2010-ben ifjabb Franzese elismerte, hogy kormánytanúként 50000 dollárt kapott az FBI-tól.[254] Franzese vallomása segítségével apját 2011. január 14-én nyolc év börtönre ítélték két manhattani sztriptízbár zsarolásáért, uzsoráskodásért és egy Long Island-i pizzéria zsarolásáért.[255]  Ő az első New York-i maffiózó fia, aki döntő bizonyítékot fordított és tanúskodott apja ellen.[256]

## Fordítás
- Ez a szócikk részben vagy egészben  a   Colombo crime family című angol Wikipédia-szócikk ezen változatának fordításán alapul.  Az eredeti cikk szerkesztőit annak laptörténete sorolja fel. Ez a jelzés csupán a megfogalmazás eredetét és a szerzői jogokat jelzi, nem szolgál a cikkben szereplő információk forrásmegjelöléseként.